# Ann Lee (dansare)
Ann Lee, född Ann-Catrine Kung-Hi Lee 18 november 1965 på Lidingö, är en svensk dansare och artist. Lee studerade vid Operans balettelevskola. 

## Filmografi
- 1987 – Tre långa kvinnor (TV)
- 1987 – Aida

## Teater

### Roller
| År   | Roll     | Produktion                     | Regi           | Teater   |
| 1995 | Figurant | Tre långa kvinnor Edward Albee | Björn Melander | Dramaten |